# Cordonata

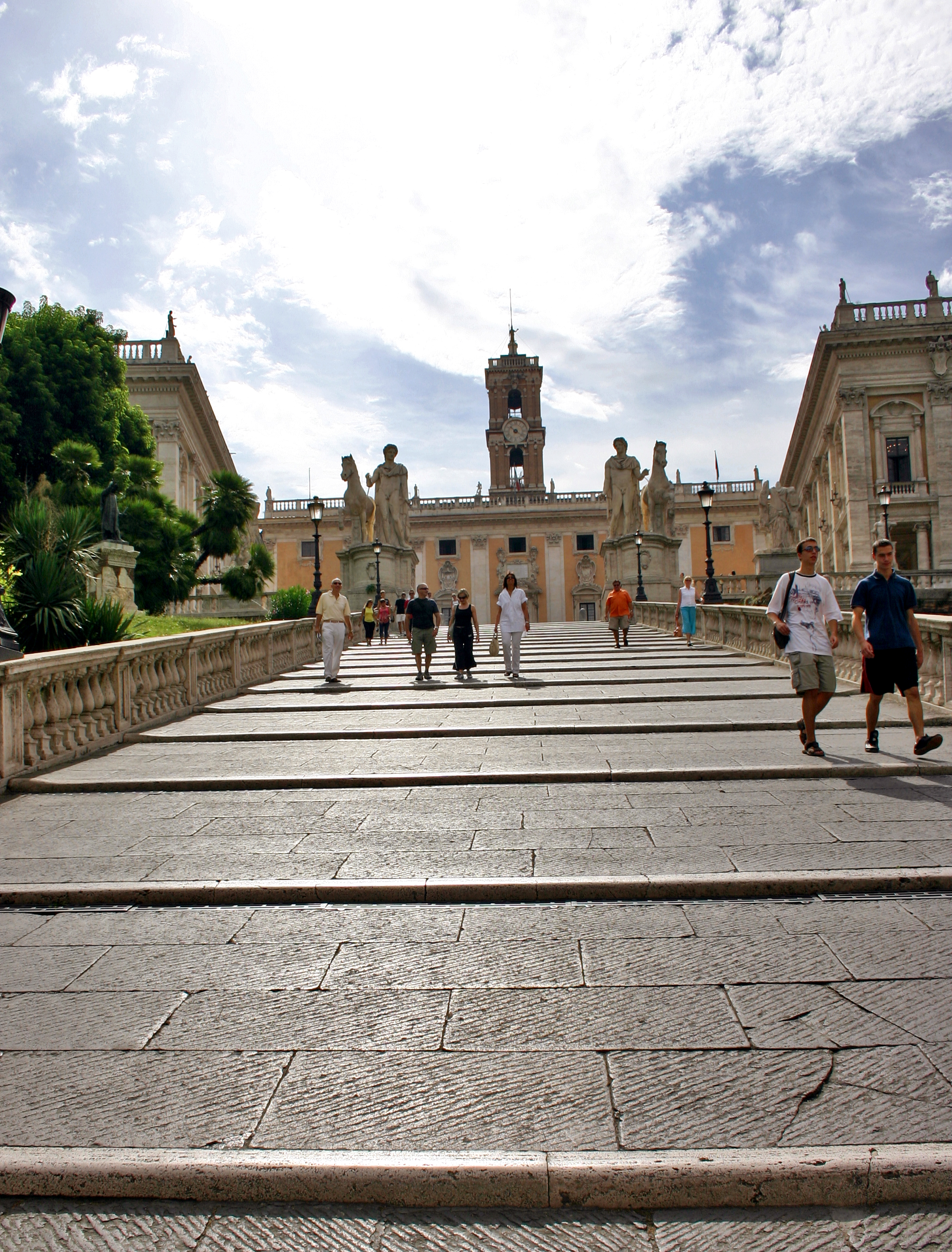
La cordonata capitolina.

La cordonata è una strada in pendio, formata da larghi elementi trasversali in pietra o mattoni (i cordoni, alti generalmente 8-10 cm), che la rendono simile ad una scalinata all'aperto.

I gradoni hanno la pedata formata in semplice terra o, nel caso di cordonate urbane, rivestita con mattoni messi a coltello o con ciottoli o ghiaia.
Tale forma evitava la ripidità di una scalinata e permetteva la salita dei cavalli.
La più famosa cordonata si trova a Roma, la Cordonata capitolina, che collega piazza del Campidoglio con la sottostante Piazza d'Aracoeli.

## Costruzioni stradali e ingegneria naturalistica
In questo ambito la cordonata è un intervento di sistemazione dei terreni che si vede frequentemente lungo strade e autostrade, «utilizzato per la stabilizzazione di:
- scarpate naturali ed artificiali;
- rilevati e accumuli di materiale sciolto;
- zone in erosione e frana;
- terreni con tendenza allo smottamento».[1]